# Мацоян, Степан Григорьевич
Степан Григорьевич Мацоян (арм. Ստեփան Գրիգորի Մացոյան; 16 марта 1923, Батум — 26 ноября 2010, Ереван) — советский и армянский химик-органик, доктор химических наук, профессор, действительный член  АН Армянской ССР (1982; член-корреспондент с 1974). Директор Института органической химии АН АрмССР (1968—1988).

## Биография
Родился 16 марта 1923 в Батуми, Грузинской ССР.
С 1931 по 1948 год обучался на химико-технологическом факультете Ереванского политехнического института. В 1951 году в Московском НИИ органической химии АН СССР защитил кандидатскую, а в 1965 году в Ленинградском НИИ высокомолекулярных соединений АН СССР — докторскую диссертацию.
С 1951 года на научно-исследовательской работе в Институте органической химии Академии наук Армянской ССР — АН Армении в должностях: научный сотрудник и старший научный сотрудник, с 1959 по 1967 год — заведующий лаборатории химии мономеров и полимеров, а с 1968 по 1988 год — директор этого научного института, с 1988 года — советник директора этого института.

### Научно-педагогическая деятельность и вклад в науку
Основная научно-педагогическая деятельность С. Г. Мацояна была связана с вопросами в области органической химии, химии высокомолекулярных соединений и органического синтеза. Он являлся инициаторами создания новых методов синтеза гетероциклических соединений, занимался исследованиями в области технологии и химии олигомеров винилацетата и производных от них. С. Г. Мацоян являлся — 
почётным членом Немецкой академии наук.
В 1951 году защитил кандидатскую диссертацию по теме: «Синтез 1-арилпиперидонов и их превращения», в 1965 году защитил докторскую диссертацию на соискание учёной степени доктор химических наук по теме: «Исследования в области циклической полимеризации и сополимеризации». В 1967 году ему присвоено учёное звание профессор. В 1971 году был избран член-корреспондентом АН АрмССР, в 1994 году — действительным членом НАН Армении. С. Г. Мацояном было написано более пятисот научных работ, в том числе трёх монографий, под его руководством было подготовлено пятьдесят кандидатских и пять докторских диссертаций.
Скончался 26 ноября 2010 года в Ереване.

## Основные труды
- Синтез 1-арилпиперидонов и их превращения / С. Г. Мацоян ; Акад. наук СССР. Отд-ние хим. наук. Ин-т орган. химии. - Москва : [б. и.], 1951.
- Исследования в области циклической полимеризации и сополимеризации. - Ереван, 1965. - 419 с.
- Синтез и полимеризация замещенных в ядре стиролов / Г. М. Погосян, С. Г. Мацоян. - Ереван : Изд-во АН АрмССР, 1983. - 200 с.
- Педагогические основы формирования художественного вкуса студентов : (Учеб. пособие для пед. вузов) / С. Г. Мацоян; М-во высш. и сред. спец. образования АрмССР, Респ. учеб.-метод. каб. - Ереван : МВССО АрмССР, 1988. - 105 с[3]

## Награды и звания
- Орден Дружбы народов
- Медаль Анании Ширакаци (2003)[1]